# Rodolfo Ospiniano
Rodolfo Ospiniano (Zurigo, 7 novembre 1547 – 1626) è stato un teologo svizzero, ministro zwingliano.

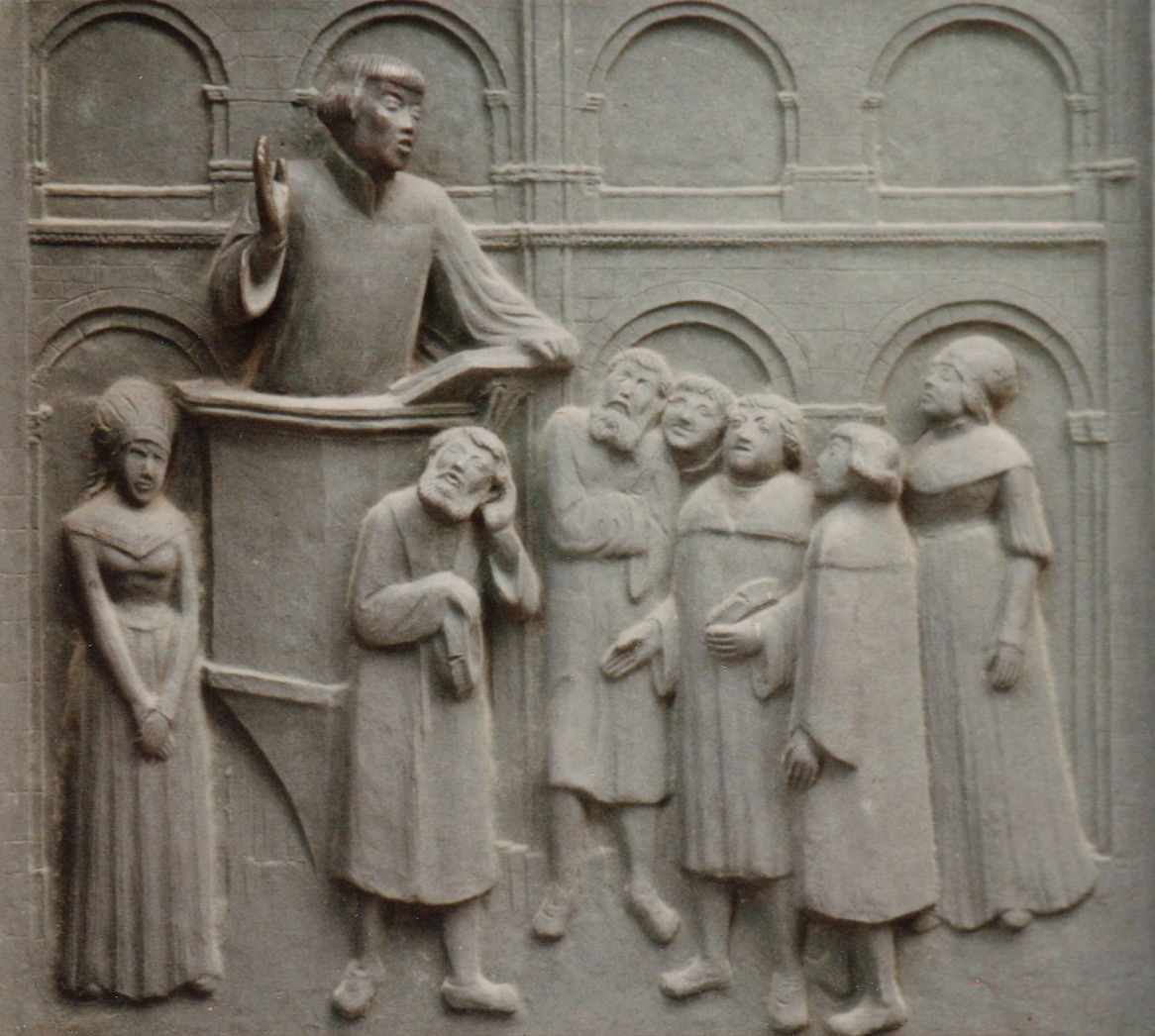
Bassorilievo di Zwingli nel portone di bronzo del duomo di Zurigo

Studiò a Zurigo e in Germania e si rese abile nella storia ecclesiastica. Le sue opere sono state stampate in sette volumi a Ginevra nel 1681. Johann Heinrich Heidegger di Zurigo (1633-1698) scrisse la sua vita in latino.

## Opere
- De origine, progressu, ceremoniis et ritibus festorum dierum Iudaeorum, Graecorum, Romanorum et Turcarum, libri tres.
- Historia Tigurina.